# Charlotte Gainsbourg
Charlotte Lucy Gainsbourg (Londres, 21 de julho de 1971) é uma atriz e cantora franco-inglesa. É filha do ator, compositor e cantor francês Serge Gainsbourg e da atriz Jane Birkin. Cresceu numa família ligada ao teatro e à música.
Fez o seu primeiro filme em 1984, Paroles et musique. Em 1986 ganhou o César de atriz mais promissora pela sua participação no filme L'éffrontée. Em 2000, voltou a ganhá-lo, desta vez de melhor atriz coadjuvante no filme La Bûche.
Em 2001, ela foi membro do júri no Festival de Cannes.
Em 2009, ela recebeu o prémio de Melhor Atriz no Festival de Cannes por seu trabalho em Anticristo. Além da sua carreira como atriz, gravou dois álbuns e cantou a canção-título de um dos seus filmes, e é garota-propaganda da grife de roupas Gérard Darel.
Atualmente vive e trabalha em França, onde é casada com o ator e realizador Yvan Attal, pai dos seus dois filhos.

## Filmografia
- Suzanna Andler (2021)
- Independence Day - (2016)
- Every Thing Will Be Fine - (2015)
- Samba (2014)
- Ninfomaníaca - Volume II (2014)
- Ninfomaníaca - Volume I (2013)
- Melancholia - (2011) - (em inglês)
- A Árvore (The Tree - L'Arbre) - (2010)
- Antichrist - (2009) - (em inglês)
- I'm Not There - (2007)
- The Golden Door - (2006)
- A noiva perfeita (Prête moi ta main) - (2006)
- I'm Not There: Suppositions on a Film Concerning Dylan - (2005) - (em inglês)
- The Science of Sleep - (2005)
- Lemming - (2005)
- L'un reste, l'autre part - (2005)
- Ils se marièrent et eurent beaucoup d'enfants - (2004)
- 21 Grams - (2003) - (em inglês)
- Passionnément - (2000)
- Nuremberg - (2000) - (em inglês)
- Les misérables - (2000)
- Félix et Lola - (2000)
- Ma femme est une actrice - (2001)
- La merveilleuse odyssée de l'idiot Toboggan - (2001)
- Embrassez qui vous voulez - (2001)
- Les enfants des photos - (1999)
- La bûche - (1999) - (pelo qual venceu o César como melhor actriz coadjuvante)
- The Intruder - (1999) - (em inglês)
- Le soleil de plus près - (1998)
- Love, etc. - (1996) - (pelo qual foi indicada ao César como melhor actriz)
- Anna Oz - (1996)
- Jane Eyre - (1996) - (em inglês)
- Grosse fatigue - (1994)
- The Cement Garden - (1993) - (em inglês; um filme de Andrew Birkin)
- Amoureuse - (1992)
- Contre l'oubli - (1991)
- Merci la vie - (1991)
- Aux yeux du monde - (1990)
- Il sole anche di notte - (1990)
- La petite voleuse - (1989) - (pelo qual foi indicada ao César como melhor actriz)
- A.V. sur J.B. - (1987)
- Le petit amour - (1987)
- Charlotte Forever - (1986)
- L'effrontée - (1985) - (pelo qual venceu o César como actriz mais promissora)
- La tentation d'Isabelle - (1985)
- Paroles et musique - (1984)

## Discografia
- Lemon Incest - (1985): gravado por ela aos treze anos, composto por seu pai.
- 5:55 - (2006): composto por ela em parceria com Jarvis Cocker (Pulp), Neil Hannon (The Divine Comedy), tendo o duo Air como banda de apoio.
- IRM - (2009): Produzido pelo músico americano Beck Hansen.
- Stage Whisper - (2011)
- Rest - (2017)

Nota: Além dos quatro trabalhos, há de ressaltar as contribuições que ela forneceu a artistas como Etienne Daho e Madonna, na faixa "What it Feels Like for a Girl", bem como em faixas aleatórias como "Love, etc.", que dá título a um filme por ela protagonizado em 1996.

## Prêmios
- Vencedora do Prémio de interpretação feminina por Anticristo no Festival de Cannes em 2009.